# Diego Edison Umaña
Diego Edison Umaña   (Cali, 12 de març de 1951) fou un futbolista colombià de la dècada de 1970.
Fou internacional amb la selecció de Colòmbia. Pel que fa a clubs, defensà els colors de Deportivo Cali, Atlético Bucaramanga, Santa Fe.
Un cop retirat fou entrenador a clubs com Santa Fe i Juan Aurich.
Trajectòria com a entrenador:
- 1987: Once Caldas
- 1988-1989: Santa Fe
- 1992: América de Cali
- 1993: América de Cali
- 1994-1996: América de Cali
- 1997: Millonarios
- 1998: América de Cali
- 2000: Millonarios
- 1996: Barcelona Sporting Club
- 2003: Centauros Villavicencio
- 2006-2007: Deportes Quindío
- 2007-2009: América de Cali
- 2010: Junior
- 2011-2012: Juan Aurich
- 2013: América de Cali
- 2016-2017: Sport Huancayo
- 2017-avui: Rionegro Águilas